# ليفي أشكول
ليفي إشكول(شكولينك) (بالعبرية: לֵוִי אֶשְׁכּוֹל) ‏ (25 أكتوبر 1895 إلى 26 فبراير 1969). ثالث رئيس وزراء إسرائيل من 1963 إلى 1969 ولد إشكول في جنوب الإمبراطورية الروسية (أوكرانيا) في عام 1895. وهاجر إلى فلسطين في عام 1914 في نطاق الهجرة الثانية. وفي أيام ماقبل إقامة الدولة عمل إشكول في شركة «موارد» وفي الوكالة اليهودية، وكذلك أيضًا في القيادة العامة التابعة للدفاع. كما عمل أيضًا في شركة «النقل» بالإضافة لاشتراكه في البعثات لألمانيا والتي كانت تحت حكم الحزب النازي (الحزب القومي الاشتراكي الذي أسّسه أدولف هتلر في ألمانيا وعمل على التمييز العنصري وتم سحقه في نهاية الحرب العالمية الثانية). وفي غضون عدة سنوات أصبح إشكول متقدم في الاقتصاد الإسرائيلي.كذلك شغل منصب وزير المالية. وهذا المنصب أتاح له التقرّب من دافيد بن جوريون، وبمرور الأيام أصبح الوريث المكلف. ومع استقالة بن جوريون من منصب رئيس الوزراء في عام 1963، أحضر بن جوريون إشكول لتعينه رئيسا للوزراء. وفي عام 1964 اندلع نزاع مشهور بين شخصين في ضوء طلب بن جوريون لإنشاء لجنة تحقيق قضائية المتعلقة بقضية تجسس والمعروفة باسم«الأعمال السيئة». وهذا النزاع أدى إلى استقالة بن جوريون من المباى (حزب عمال إسرائيل) وإنشاء قائمة عمال إسرائيل. أسفرت الانتخابات السادسة للكنيست بالفوز الساحق لإشكول على بن جوريون وأعضاء حزبه. وفي الانتخابات السادسة للكنيست فازت قائمة عمال إسرائيل بعشرة مقاعد فقط. واستمر إشكول في منصب رئيس الوزراء. وفي أيام التوتر الأمني والركود وخلال فترة الانتظار قبل حرب الستة أيام، اندلعت أزمة قيادة، واضطر إشكول لتعين موشيه ديان لمنصب وزير الدفاع. وبعد حرب الستة أيام تمسك بمنصب رئيس الوزراء حتى يوم وفاته أثر تعرضه لأزمة قلبية في عام 1969.

## السيرة الذاتية
وُلد ليفي إسحاق شكولينكفي عام 1895 في قرية أوراتوف في مقاطعة كييف التابعة للإمبراطورية الروسية، التي تُبعد حوالي 150 كيلو متر من جنوب من مدينة كييف (حاليا في مقاطعة فينيتسا، في أوكرانيا) وكان والده يُدعى يوسف شكولنيك (كان مدير مزرعة صغيرة). وأمه كانت تدعى ديبورا (من بيت متصوف). وتعلم إشكول في الكتاب في فيلنا. وفي شبابه انضم لحركة شباب صهيون.
وفي عام 1914 في نهاية فترة الهجرة الثانية، هاجر إشكول إلى فلسطين. وتفوّق في العمل الزراعي الفعلي، واشترك في تأسيس جماعة «العم» وعمل لعدة سنوات كعامل زراعي وكحارس وفي مدينة فتحة الأمل بقلنديا (عطروت) وديلب (كريت عنفيم) وفي ريشون لتسيون.
أثناء الحرب العالمية الأولى عمل في قيلدة «اتحاد عمال يهودا» والتي تأسست من قبل أحزاب العمال بهدف مساعدة العمال الذين ظلوا في ضائقة عقب الحرب. وقبل نهاية الحرب في عام 1918، تطوع إشكول مع الفيلق اليهودي الذي تم تأسيسه في الجيش البريطاني. وقبل ذلك، في عام 1917، قُتل والده في المذبحة التي أجراها الجيش الأبيض في أوراتوف؛ وعلى الرغم من الشائعات التي وصلت إلى مسامعه عن وفاة والده، فإنه علم بها بعد مرور أربع سنوات من مقتله.
وفي عام 1920، كان إشكول من مؤسسي كيبوتس دجاينا بيت، والذي كان فيه عضوا لعدة سنوات. كما شارك في تأسيس الهستدروت. وكان من ضمن أعماله إنه عمل في مناصب اقتصادية في مؤسسات الهستدروت والمركز الزراعي، كما شغل مناصب أمنية في مجال سلاح الدفاع باسم منظمة «الدفاع». وفي عام 1930، كان إشكول من بين المؤسسين لحزب المباي، الذي أُسس نتيجة دمج حزب وحدة العمل مع حزب «العمال الشباب».

## أيام ماقبل إقامة الدولة
أدت مهارات إشكول التنظيمية والاقتصادية إلى تحويله لشخص مصلح في عدة مبادرات مركزية.في عام 1937 أسس إشكول شركة «موارد».
وأسست شبعت التي كانت عامل مشترك للهستدروت (50%) وللوكالة اليهودية (25%) وللصندوق القومي اليهودي (25%). حيث أقامت الشركة محطة مياه كبرى باسم «محطة الكيشون»، التي نظمت بواسطة سمحا بلاس، التي مدت المياه إلى 16 مستوطنة زراعية (منهم ثلاث مستوطنات أقيموا بفضل الشركة) وإلى جبل الكرمل كما أمدّت أيضا حمضيات الكرمل في حيفا. جزء كبير من تمويل محطة الكيشون جاء من خلال «النقل».عمل إشكول في هذا النشاط (الذي يسمى «النقل»)، الذي يهدف لاستخراج ممتلكات اليهود من ألمانيا النازية (بالتنظيم مع البنك الأهلي الألماني). واستمر إشكول في إدارة الموارد حتى عام 1951.
في عام 1946، بعد السبت الأسود، عقدت إدارة الوكالة في خارج البلاد (عندما كان أعضاء إدارة الوكالة في رهن الاعتقال في فلسطين).اختيرت الإدارة المؤقتة التابعة للوكالة في فلسطين، والتي نصب فيها إشكول (كرئيس قسم المستوطنات)مع زلمان شازار والحاخام مائير بار إيلان.في وقت«السبت الأسود» حضر إشكول إلى الإدارة التابعة للوكالة للتصديق على إنشاء وكالة ل11 نقطة في صحراء النقط، والتي خطّط لها. النقاط التي أقيمت عشية عيد الغفران عام 1947، كانت عاملا أساسيا جعلت لجنة الأمم المتحدة لشئون فلسطين (اليونيسكو) توصي بضم صحراء النقب لمجال إسرائيل.
في عام 1939 قدّم سمحا بلاس إلى إشكول «الخيال» مقدم من الدكتور آرثر روبن (رئيس قسم الاستيطان التابع للوكالة اليهودية آنذاك). وهو عبارة عن ثلاث مراحل لري صحراء النقب: من تنقيب قريب ومن نهر اليركون ومن الشمال).في 12فبراير 1941 تلقى إشكول تقرير قدمه بلاس لشركة «الموارد» بشأن السكان الذين يقطنون صحراء فلسطين عن طريق سحب المياه من الأنهار. وبناء على هذا التقرير، وبعد ذلك «لجنة الفحص»، قدم إشكول (مع فينحاس سابير) الميزانية لإنشاء مكتب فني يعد البرامج الأولى لمصنع المياه القطري على مثال مشروع المياه القطري (لدولة إسرائيل) الذي صمم وأُنشأ بعد إقامة الدولة.
في المقابل تقدم إشكول في صفوف الحزب، الهستدروت والدفاع، وكان أمين المجلس العمالي في تل أبيب -يافا (في الفترة مابين 1944-1948) وممثل لحزب المباى في المؤتمرات الصهيونية (وقبل إقامة المباى-مثل حزب العمال الشباب)، وشغل وظائف مركزية في الإدارة المالية للهستدروت ولحزب المباى.كما عمل إشكول في مجال الدفاع وخاصة في مواضيع الأموال والشراء، ومابين 1940-1948 كان ليفي عضو في القادة القطرية «للدفاع» ولقب بلقب سري «ليش».

## بعد إقامة الدولة
بعد إقامة دولة إسرائيل عمل إشكول كوكيل أول لوزارة الدفاع. وفي هذا المنصب عمل كنائب لوزير الدفاع إلا إنه لم يكن هذا لقبه الرسمي. كما عمل في منظمة الجيش ومشترياته وفي الصناعة العسكرية وعمل على إقامة سلاح العلم وإنشاء مدرعات لالجيش الإسرائيلي. وكان له دورا في منظمة سليلت على طريق بورما.
في عام 1948 انتخب إشكول ليكون رئيسا لقسم الاستيطان التابع للوكالة اليهودية. وأثناء عمله في هذا المنصب عمل على تأسيس وإنشاء 371 مستوطنة زراعية جديدة والتي تستخدم لاستيعاب الهجرة الجماعية في سنوات الخمسينيات. وحتى عام 1949 بجانب هذه الوظيفة، شغل منصب مدير وزارة الدفاع وحتى عام 1952 شغل أيضا منصب أمين صندوق الوكالة كما عمل في إدارة «الموارد». وشغل إشكول في السنوات ما بين 1949-1935 منصب رئيس مجلس إدارة «عميدار» وهو منصب مهم ومركزي في تلك الأيام لاستيعاب الهجرة والتنمية المتسارعة.

## وزير المالية
في عام 1951 انتخب إشكول للمرة الأولى للكنيست من قبل حزب المباى. وشغل لفترة وجيزة منصب وزير الزراعة والتنمية. وفي 25 يونيو 1952 عين وزيرا للمالية. خلفا لأليعازر كابلان، الذي استقال من منصبه عقب مرضه. وشغل إشكول منصب وزير المالية لمدة إحدى عشرة عاما.
هذا المنصب أتاح لإشكول التقرب بشدة إلى دافيد بن جوريون. وأن بن جوريون نفسه كرجل دولة والمسئول عن شئون الدفاع والخارجية، والعلاقة مع يهود الشتات وعن تشكيل التراث المستقبلي لفلسطين (دولة إسرائيل) وتشكيل صورة القومية والوطنية. وقضايا اليوم الاقتصادية التي تركها لإشكول.
في البداية استمر إشكول في «سياسيات اقتصادية جديدة»، التي أعلن عنها الوزير الأسبق إليعازر كابلان.في عام 1954 نستطيع أن نرى تحولا إيجابيا. كانت المعونات المتعددة التي حصل عليها إشكول من خارج البلاد، وكذلك التعويضات، من بين العوامل التي أدت إالى التحول الإيجابي خلال هذه السنوات (1954-1963) حيث بلغ معدل النمو السنوي لإجمالى الناتج القومي 10% للعام، في حين أن معدل البطالة ومعدل التضخم الاقتصادي كان منخفضا جدا. ومع ذلك، كان آخر مؤشر اقتصادي سبب في زيادة الاستهلاك الخاص، الذي حقق نمو الناتج المحلى للفرد بشكل كبير، كما أدى إلى زيادة الفجوة في الميزانية التجارية بين الواردات والصادرات، كذلك أثار عدم المساواة والفجوة بين الأغنياء والفقراء.
في 9 فبراير 1962 أعلن إشكول في إذاعة الراديو الخاصة بالأمة عن انخفاض الشيكل في مقابل الدولار. جاء الانخفاض نتيجة الاضطرابات في الاقتصاد، والإضرابات وارتفاع الأسعار. وكان الغرض من انخفاض العملة محاولة ضم إسرائيل للسوق الأوروبية المشتركة «كعضو منتسب»، ولإثبات صمودها في المعايير الاقتصادية المطلوبة لهذه العملية.
هذا الهدف تحقق في عام 1964.إلا أن تحسن التجارة مع دول أوروبا كان قليلا، وبصفة عامة كان هدف العملية هو انخفاض الاستهلاك الخاص، ويبدو أن ارتفاع الأسعار ناجم عن انخفاض الميزانية بالإضافة إلى قلة الأجور. حاليا تعد خطوة جذرية كتمهيد لعملية «التوازن» التي أعلن إشكول عنها، كرئيس للوزراء، في عام 1966، وجاء أيضا على خلفية ارتفاع الاستهلاك الخاص، دون زيادة مقابلة في الناتج.

## تراجع بن جوريون
في أثناء عمله بجانب بن جوريون اكتسب إشكول ثقته ومودته، وأصبح خليفته الفضل. في الواقع، عندما تقاعد بن جوريون للمرة الأولى عن المجموعة في صحراء النقب، في عام 1953، فضّل بن جوريون أن يتنازل عن منصبه لإشكول أو لجولدا مائير، ولكن الضغوط الحزبية أدت إلى تعيين موشيه شاريت.
في خلال فترة ولاية شاريت كرئيس وزراء (وفينحاس لافون كوزير الدفاع)حدث ما يعرف ب«الأعمال السيئة» وهو إعطاء الأمر لمجموعة من الشباب اليهود في مصر لتقويض المؤسسات البريطانية والأمريكية، بهدف تصادم مصر مع هذه الدول ومنع تأميم قناة السويس. وجاء هذا البرنامج لإهلاك الإنسان، عندما تم إلقاء القبض على الشباب وبعضهم قام بعمليات لقتل الإنسان.الجدل السياسي حول هذا الشأن الذي عرف«القضية»، تحول من عام 1960 فصاعدا لموضوع رئيس يدور حول شؤون الدولة.

### الانتخابات الخامسة للكنيست
بعد أن قدّم بن جوريون استقالته استمر على رأس حكومة انتقالية، ولكنه لم يتمكن من تشكيل حكومة جديدة، وفي 21 مارس 1961 تقرر إجراء الانتخابات الخامسة للكنيست في أغسطس، وبعد الانتخابات واجه بن جوريون صعوبات غير سابقة في تشكيل حكومة. وبعد مرور شهر من المحادثات الفاشلة، قام بن جوريون بتكليف إشكول إدارة المفاوضات باسمه. نجح إشكول في إرضاء المفدال(الحزب الديني القومى في إسرائيل) واتحاد العمل (عمال صهيون) وانضم إلى الائتلاف الحكومي. وكان هذا الائتلاف ضيّق، وفضّل بن جوريون العمل في إطار ائتلافات أوسع نطاقا، ولكنه لم يكن له خيار. كان تشكيل الائتلاف بواسطة إشكول دليل واضح لذلك، وهو أن الرجل اختير ليكون خليفة لبن جوريون، وبالنسبة لموقف قيادة المباى كان رقم "2".

### استقالة بن جوريون
في 16 يونيو 1963 استقال بن جوريون من رئاسة الحكومة، في المرة الأخيرة. ويعتقد البعض أن أزمة العلماء الألمان في مصر أدى إلى الاستقالة. وفي المقابل لذلك هناك آخرون يعتقدون أن رغبة بن جوريون في تكريس ملء وقته لقضية «هبرشا»، ومئات الوثائق التي نقلت لبن جوريون من قبل الصحفي حجى إيشيد، والتي تتضمن حقائق جديدة بشأن هذا الموضوع، والتي أدت إلى استقالته. ومع ذلك لم يوضح بن جوريون سبب استقالته ولكنها علقت في «تعليلات شخصية».ومع الاستقالة حل إشكول محل بن جوريون. المحاولة التي عملها بن جوريون لتقديم يغائيل يادين إلى الساحة السياسية، وتعينه رئيسا للوزراء، وربما وزيرا للدفاع. ولكن حصل عكس ذلك. رفض يادين، الذي كان يعمل آنذاك في الحفريات في مسادا (مسعدة) هذه العروض. وتم تعين إشكول رئيسا للوزراء بالإجماع العام، وفي خلال أسبوع شكل حكومة جديدة، وفقا للتشكيل الائتلافي الذي كزن به حكومة بن جوريون.

## رئيس الوزراء -فترة الولاية الأولى

### تشكيل التحالف
عندما شكّل إشكول حكومته، رأى كثيرون أنها ليست مثل حكومة بن جوريون، اختار إشكول شخص لمنصب وزير الدفاع ذو خلفية مناسبة لذلك، ولم يترك المنصب في قبضة يده، ولكن إشكول قرر أن يخدم أيضا في منصب وزير الدفاع. ويعتقد العديد أن هذا كان خطأ؛ المرشحين المناسبين للمنصب، موشيه دايان وشمعون بيرس عملوا في مجال الأمن لسنوات، في حين أن إشكول يعتبر كموظف حزبي (رمادي)، أي ليس لديه خلفية في مجال الأمن. وبصورة خاصة هذا الأمر إنتاب دايان، الذي ألقى خطاب في عام 1958 وفيه ميّز بين «الشباب الإسرائيلي الذي زحف بين الأشواك والصخر وفي يده بندقيته» وبين «أولئك الذين جلسوا في الطابق الخامس للجنة التنفيذية»، ويرى نفسه كفء للترشح لهذا المنصب.
في حكومة إشكول، وليس فقط لم يحصل على منصب مرغوب فيه، ولكنه اضطر إلى تعزيز المعارضين السياسيين. في البداية أعلن دايان استقالته من الحكومة. وبعد ذلك، وبناء على رغبة إشكول، سحب استقالته «في شهرين أو ثلاثة». شكل إشكول، وأوضح في خطابه الذي ألقاه أن «الحكومة مستمرة» وامتدح بن جوريون في كلمات حارة «كواحد من أعظم الأشخاص الذين لديهم وضوح الرؤية وممثل لشعبنا في كل الأجيال». وعلى ما يبدو كان إشكول مرشح بعد ذهاب بن جوريون ولكنه وزّع قليلا حكمه المركزي، وشكّل «قيادة مشتركة» لرؤساء الماباي. ولكن دايان لم يجد طريقه بوضوح في سلك الحكومة. وفي خطابه الذي ألقاه زعم أنه «يجب على القيادة المشتركة الجديدة لحزب الماباي أن توضح طريقها». وعلى الرغم من أن هذا الخطاب كان شديد اللهجة كتب زلمان آران مقال لاذع في صحيفة «دافار-شئ» وفيه انتقد أران دايان ووصفه كمثل من يمشى على «عجازات» ولكن أيديولوجية دايان هي التي أوصلته لبن جوريون لا رجليه، واستمر إشكول في المفاوضات، وفي النهاية تم الاتفاق على نقل عدد من الصلاحيات التابعة لوزارة المالية إلى وزارة الزراعة، وظل دايان في حكومته. ومن خلال سياسة حكيمة نجح إشكول من إبعاد دايان وإبطال قوته السياسية وإبقائه في حكومته. وكان ذلك بمنتهى الدقة. وأصبح دايان مفصول ومنعزل، وبعد حوالي عام، في نوفمبر 1964، استقال بعد معاناة شديدة وضعف.

### وظيفته كرئيس وزراء في مواجهة تحديات الفترة

#### الضغط الأمريكي في القضية النووية
في ديسمبر 1960 ظهر المفاعل النووي في ديمونة (مدينة تقع في المنطقة الجنوبية في إسرائيل). الولايات المتحدة ورئيسها جون فيتزجيرالد كينيدي أعربوا عن قلقهم تجاه استخدام المفاعل لصنع قنبلة نووية، ورفعوا مطالب متكررة للإشراف على التحكم في المفاعل. في الوقت نفسه نجح بن جوريون في إرضاء الأمريكيين، ولكن مع تدخلهم في المنصب إتخذ إشكول قرارات مهمة بشأن هذا الموضوع. في مواجهة التعاون الوطيد مع الفريسيين، الذي جلب لإسرائيل طائرات الميراج الثالثة، والتسلح بأكثر من ذلك بكثير فيما يتعلق بمجال الذرة، عرض الأمريكان تقديم المساعدة في التسليح التقليدي (غير النووي)(وبخاصة الطائرات الهجومية من نوع إيه4 سكاي هوك وصاروخ أرض-جو من نوع إم آى إم-23 هوك، وكذلك دبابات من نوع الباتون والتي أصبحت بعد ذلك العمود الفقري لسلاح المدرعات لسنوات عديدة، تحت اسم مجاح)، في مقابل تباطؤ وتيرة التنمية النووية.بادر شمعون بيرس بعمل علاقة مع فرنسا، والتي سميت «جسر على البحر الأبيض المتوسط»، لإنشاء المفاعل النووي والبرنامج النووي الإسرائيلي، لصالح استمرار العلاقات مع فرنسا وتوطيدها. في مواجهة الولايات المتحدة. ولم يوافق إشكول على ذلك. ووصل إلى تفاهم سري مع الأمريكيين، وتلقّى المعونة منهم في مقابل التباطؤ في التنمية النووية. ولم يتم هذا القرار بسهولة، بالرغم من توخي الحذر في سريته وعدم علم الجمهور به. بيرس وبن جوريون، بعد أن بدأوا العمل كمعارضة نشطة لإشكول، في عام 1965 أشاروا إلى«اضطراب الأمن» المستمر والمسئول عنه إشكول. وربما لهذا السبب استقال البروفيسور إرنست دافيد بيرجمان أحد مؤسسي المفاعل النووي.

#### الأمن والتنمية
كانت فترة الولاية الأولى لإشكول كرئيس للوزراء فترة أمن وتنمية. في 10يونيو 1964 افتتح إشكول النظام الناقل للمياه بإسرائيل، كرّس فيه جُل حياته. وكان هذا دليل على أن الدولة تعمل على تطوير ومعالجة المشاكل الداخلية. كما اجتاز إشكول الأزمة الاقتصادية لعام 1962، وكشفت البيانات الاقتصادية عن نمو وزيادة في الناتج الإجمالي القومي. ساد على الحدود الأردنية سلام واقعي، وذلك بعد اتصالات سرية مع الحُسين بن طلال ملك الأردن الذي بدأ خلال هذه الفترة، أدت إلى التفاهم. في 25 ديسمبر 1963 قام إشكول بتعيين إسحاق رابين رئيسًا للأركان العامة. انتكست حالة الهدوء النسبية في عام 1965 في أعقاب إنشاء منظمة التحرير الفلسطينية، حيث تكررت محاولات الإضرار بالنظام الناقل للمياه بإسرائيل. في 28 مايو 1965 نفّذ الجيش الإسرائيلي عملية واسعة النطاق بهدف التوقف عن أعمال التخريب. في الجبهة السورية ساد هدوء مشوب بالتوتر. في أغسطس 1965 وقعت معارك بالدبابات والمدافع، ويرجع ذلك إلى محاولة سوريا لتحويل مياه نهر الأردن إليها؛ وتمكّن الجيش الإسرائيلي من وقف المصنع السوري. ولكن بشكل عام كانت هذه السنوات هادئة، وتتميز بشكل خاص بموجب هذا القرار، والذي اُعتمد في نهاية عام 1963، واقتصر على الخدمة العسكرية الإجبارية في الجيش الإسرائيلي للرجال لمدة أربعة شهور. عرب 48 يتمتعون بإعفاءات معينة في الحكومة العسكرية، التي كانت في مراحلها النهائية، وبعد ذلك في فبراير 1963 رفض الكنيست بالأغلبية الضغط على إلغاء الاقتراح. وعلى الصعيد الدولي وصل إشكول لإنجازات عديدة. زار البابا باولوس السادس إسرائيل في 5 يناير 1964، وكانت الزيارة الأولى من نوعها، وتم تغطيتها على نطاق واسع في وسائل الإعلام العالمية. وتحسنت العلاقات مع الولايات المتحدة الأمريكية. في مارس 1964 قرر الكنيست إقامة علاقات رسمية مع ألمانيا الغربية، في مواجهة الضغط من جانب الدول العربية على ألمانيا، وموقف الكثير في إسرائيل من أن الوقت لم يحن بعد لإقامة علاقات مع ألمانيا حيث أن لم يمر عشرين عامًا على المحرقة، وأجاز إشكول القرار التاريخي في الكنيست بشأن هذا الموضوع. في 19أغسطس 1964 قدّم السفير الأول لألمانيا، الدكتور رؤلف باولس، أوراق الاعتماد في مايو 1964 قام إشكول بزيارة رسمية إلى الولايات المتحدة، وكان أول رئيس وزراء إسرائيلي يتلقى زيارة رسمية للولايات المتحدة. أقام إشكول علاقات تعاونية مع الرئيس ليندون جونسون، والتي كانت عونًا كبيرًا لدولة إسرائيل في سنوات لاحقة. على الصعيد السياسي الداخلي أدت شخصية إشكول إلى المصالحة والهدوء. وقد أحضر إشكول عظام ذائيف جابوتنسكي لإسرائيل، ودفنه في احتفال رسمي في 9 يوليو 1964. وكان الجو هادئا للتقدم. وتميزت هذه السنوات بأحداث كبداية لتوطين مدينة كرميئيل وإنشاء برج شالوم والمكابية السابغة وفاز مكابي نتانيا في دوري أبطال آسيا، وكانت هناك محاولات لتشغيل التليفزيون الإسرائيلي. وعلى مستوى الحياة الشخصية، كان سعيدًا عندما تزوج من ميريام زليكو بيتش في 3 يناير 1964، كانت تعمل أمينة مكتبة في مكتبة الكنيست، وكانت أصغر منه سنًا ب 35 عامًا.

## حياته الشخصية
تزوج إشكول ثلاث مرات. في عام 1922 تزوج من ؤيبيكا مهراشك، وانفصل عنها في عام 1927. وفي عام 1930 تزوج من أليشبع كابلان، واستمر هذا الزواج حتى وفاتها من مرض خطير في عام 1959.
وفي عام 1964، عندما شغل إشكول منصب رئيس الوزراء، تزوج من ميريام زليكوبيتش، والتي كانت تعمل كأمينة مكتبة في الكنيست وكانت أصغر منه سنًا ب35 عامًا. وكان لديه أربع بنات: نوعا بنت ريبيكا ودبورا وتيما وعوفرابنات أليشبع. وكانت نوعاً مفتاح من مفاتيح الرقص الحديث في إسرائيل. وتزوجت ابنته تيما من إفراهام شوحيط، وأعطاه منصب وزير المالية. وتزوجت ابنته دبورا من أليعازر ريفائيلي وحفيده منها هو البروفيسور شيزف ريفائيلي أستاذ في جامعة حيفا. وحفيده من ابنته عوفرا هو الكاتب إشكول بنو.
وعندما شغل إشكول منصب رئيس الوزراء قال له رئيس الشاباك (جهاز الشاباك هو جهاز الأمن الداخلي في إسرائيل خاضع مباشرة لرئيس الحكومة ويدعى أحيانًا بالشين بيت (ش.ب) اختصارًا لاسمه العبري «شيروت هبيتحون هكلالي» ويعني جهاز الأمن العام.) داز: «هذه هي المرة الأولى التي يُطلب منا حماية رئيس الوزراء. نحن نعلم إنك تقابلت مع نساء، ولكن لا تقلق. رجالي (رجال الوحدة لحماية الشخصيات) لا يتكلمون.» وردًا على ذلك قال إشكول: «بل على العكس، هم يتكلمون».

## هامش
1 - ساند الصهاينة في العالم الحكومة البريطانية ضد الدولة العثمانية في أمل كسب الود البريطاني لتأسيس دولة لليهود في فلسطين.

## لقراءة المزيد
- לוי אשכול ראש הממשלה השלישי מבחר תעודות מפרקי חייו (1895–1969), עורכת הסדרה להנצחת נשיאי ישראל וראשי ממשלותיה ימימה רוזנטל, ערכו וכתבו מבואות ארנון למפרום וחגי צורף, ירושלים, גנזך המדינה, 2002. לפרטים נוספים על הספר ראו באתר גנזך המדינה.
- עמי גלוסקא, אשכול, תן פקודה!, מערכות، משרד הביטחון - ההוצאה לאור, 2004.
- יוסי גולדשטיין, אשכול - ביוגרפיה, הוצאת כתר, 2003.
- דב מדבד, לוי אשכול במדינה ובמפלגה, 1948-1953, אוניברסיטת בן-גוריון בנגב, 2004.
- זכי שלום, בין דימונה לוושינגטון - המאבק על פיתוח האופציה הגרעינית של ישראל 1968-1960, הוצאת הספרים של אוניברסיטת בן-גוריון בנגב، 2004.
- נדיר צור, רטוריקה פוליטית - מנהיגים ישראלים במצבי לחץ, הוצאת הקיבוץ המאוחד, 2004.
- תום שגב, 1967 - והארץ שינתה את פניה, הוצאת כתר, תל אביב, 2005.
- שבתי טבת, עונת הגז, איש דור, 1992.
- דוד שחם, ישראל - 40 השנים, הוצאת עם עובד, תל אביב, 1991.
- אריה נאור, הדחת לוי אשכול מכהונת שר הביטחון ותוצאות מלחמת ששת הימים: אנטומיה של כמיהה למושיע, בתוך: דבורה הכהן ומשה ליסק (עורכים), צומתי הכרעות ופרשיות מפתח בישראל, מכון בן-גוריון לחקר ישראל, 2010.

## وصلات خارجية
- ليفي أشكول على موقع IMDb (الإنجليزية)
- ليفي أشكول على موقع الموسوعة البريطانية (الإنجليزية)
- ليفي أشكول على موقع مونزينجر (الألمانية)
- ليفي أشكول على موقع إن إن دي بي (الإنجليزية)
- ציוני דרך בחייו של לוי אשכול, באתר משרד ראש הממשלה – גנזך המדינה  بي دي إف .
- לוי אשכול (1969-1895): איש העשייה והפשרות, באתר הסוכנות היהודית.
- שילה הטיס רולף, אשכול (שקולניק), לוי (1895–1969), מתוך "הלקסיקון הפוליטי של מדינת ישראל", בית ההוצאה הירושלמי והוצאת כתר, ירושלים, 1998.
- The President of the State of Israel - Levi Eshkol, באתר Israeli Scent قالب:אנגלית.
- ארנון למפרום, דרכו של לוי אשכול במפא"י, 1965-1930, דברי הקונגרס העולמי ה-15 למדעי היהדות, (י"ב–ט"ז באב תשס"ט, 6-2 באוגוסט 2009), 2010.
- ארנון למפרום, מוורשה לסלוניקי, מסלוניקי לקישון – לוי אשכול ו'התיישבות האלף' הראשונה, 1926, מפנה, 38, ספטמבר 2002, עמ' 51–57.
- יום השנה ה-42 לפטירת ראש הממשלה לוי אשכול ז"ל: חליפת מכתבים עם אשתו אלישבע ב- 1933, באתר משרד ראש הממשלה – גנזך המדינה.
- דיוני ממשלת אשכול להכנת תוכנית שלום עם מדינות ערב לאחר מלחמת ששת הימים, 19-18 ביוני 1967, פרסום באתר ארכיון המדינה

| سبقه موشيه شاريت | رؤساء وزراء إسرائيل | تبعه جولدا مائير |